# Ediciones Hiperión
Ediciones Hiperión es una empresa editora española fundada por Jesús Munárriz en 1975 y especializada en la edición de poesía y textos orientales, aunque ha publicado asimismo algunas obras de narrativa, ensayo literario en general, historia, filosofía y filología, y manuales de idiomas como el japonés o el árabe. Su colección de poesía (Poesía Hiperión), que en 2024 se acercaba a los seiscientos títulos, incluye clásicos antiguos (Virgilio, Safo, Catulo) y modernos (Shakespeare, Emily Dickinson, Heinrich Heine, Walt Whitman, Charles Baudelaire, Paul Verlaine, Fernando Pessoa, Rainer Maria Rilke o Konstantino Cavafis, entre otros muchos), así como destacadas figuras de la lírica española más reciente.
El nombre de Hiperión procede de la novela romántica de Friedrich Hölderlin Hiperión, o el eremita en Grecia, que fue el primer título publicado por la nueva editorial en 1976, en traducción del mismo Munárriz; el perfil integrado en el logotipo de Ediciones Hiperión es el de un joven Hölderlin. En 2004 la editorial recibió el Premio Nacional a la Mejor Labor Editorial Cultural, entregado por el Ministerio de Cultura de España.

## Premios
La editorial convoca un premio de poesía para menores de 35 años, conocido como Premio Hiperión.
Además publica los siguientes Premios de poesía:
- Premio Jaén de Poesía[5]
- Premio Internacional de Poesía «Antonio Machado en Baeza»[6]
- Premio Ciudad de Córdoba «Ricardo Molina»[7]
- Premio de Poesía Joven «Antonio Carvajal»[8]
- Premio «València» Alfons el Magnànim de poesía en castellano[9]
- Premio “València Nova” Alfons el Magnànim de poesía en castellano[10]
- Premio Internacional de Poesía «Claudio Rodríguez» (bienal)[11]
- Premi de Poesía Vila de Martorell en castellano[12]
- Premio de Poesía Joven Tino Barriuso[13]

## Colecciones
- Ajonjolí
- Juveniles
- Libros Hiperión
- Poesía Hiperión
- Otros